# Francis Margesson, 2. Viscount Margesson
Francis Vere Hampden Margesson, 2. Viscount Margesson (* 17. April 1922; † 11. November 2014) war ein britischer Peer und parteiloser Politiker.

## Leben
Francis Vere Hampden Margesson, 2. Viscount Margesson wurde als Sohn von Henry David Reginald Margesson, 1. Viscount Margesson (1890–1965) und dessen Ehefrau Frances Howard Leggett (1896–1977) geboren. Die Ehe der Eltern wurde 1940 geschieden. Während des Zweiten Weltkriegs kehrte Margessons Mutter in die Vereinigten Staaten zurück. Sie nahm ihren Mädchennamen Leggett wieder an und lebte bis zu ihrem Tode 1977 auf dem Familienanwesen in  Ridgely, Maryland, das sie von ihrem Vater Francis Howard Leggett (1840–1909), einem New Yorker Großhändler und engen Freund des indischen Mönchs Vivekananda, geerbt hatte. Als Kind war Margessons Mutter von Vivekananda gesegnet worden; auch Francis Margessons Vater war als Kind von Vivekananda gesegnet worden.
Francis Margesson besuchte das Eton College in der Grafschaft Berkshire. Während des Zweiten Weltkriegs war er von 1939 bis 1945 im Militäreinsatz. Er war Sub-Lieutenant bei der Royal Naval Volunteer Reserve. Er studierte am Trinity College der Oxford University. Von 1949 bis 1953 war er Direktor (Director) des britischen Verlagshauses Thames & Hudson Inc. in New York City. 1956 wurde er Aide-de-camp von Sir John Woodall, dem damaligen Gouverneur der Bermuda-Inseln. Von 1964 bis 1970 war er Informationsmanager (Information Officer) am Britischen Generalkonsulat in New York City. 
Mit dem Tode seines Vaters erbte er am 24. Dezember 1965 den Titel des 2. Viscount Margesson of Rugby in the County of Warwick in der Peerage of the United Kingdom (geschaffen 1942). Margesson war Erbe und Eigentümer des „Vivekananda Retreat“ in Ridgely, einem Geistlichen Zentrum des indischen Ramakrishna-Ordens. Er hatte das Anwesen, wo er mit seiner Frau und seinen Kindern lebte, 1977 von seiner Mutter geerbt. 1997 hatte er an das Anwesen an Laien des Ramakrishna-Ordens verkauft.

## Mitgliedschaft im House of Lords
Mit dem Erbe des Titels des Viscount Margesson wurde Margesson am 24. Dezember 1965 offizielles Mitglied des House of Lords. Im House of Lords wurde er als Parteiloser und Fraktionsloser geführt. Er war vom 24. Dezember 1965 bis 11. November 1999 formelles Mitglied des House of Lords. In der Sitzungsperiode 1997/98 war er nicht anwesend. Im Hansard ist lediglich verzeichnet, dass Margesson am 17. Juni 1999 den Amtseid als Mitglied des House of Lords ablegte; sonst liegen keine weiteren Einträge im Hansard vor. Seine Mitgliedschaft im House of Lords endete am 11. November 1999 durch den House of Lords Act 1999. Für einen der verbleibenden Sitze trat er zur Wahl nicht an.
Er war im Register of Hereditary Peers, die für eine Nachwahl zur Verfügung stehen, nicht verzeichnet. Er gehörte der Hereditary Peers Association nicht an.

## Privates
Margesson war mit Helena Backstrom, der Tochter von Heikki Backstrom, verheiratet. Seine Frau stammte aus Oula in Finnland. Die Ehe wurde am 18. September 1958 geschlossen. Aus der Ehe gingen drei Kinder hervor, ein Sohn und zwei Töchter.
Margesson starb im November 2014 im Alter von 92 Jahren. Erbe des Titels „Viscount Margesson“ ist sein ältester Sohn Hon. Richard Francis David Margesson (* 1960).